# Ards Football Club
Pour les articles homonymes, voir Ards.
Maillots
Actualités
Le Ards Football Club est un club nord-irlandais de football basé à Newtownards.

## Historique
- 1902 : fondation du club
- 1958 : 1re participation à une Coupe d'Europe (C1) (saison 1958/59)

## Bilan sportif

### Palmarès
- Championnat d'Irlande du Nord (1)
  - Champion : 1958

- Coupe d'Irlande du Nord (4)
  - Vainqueur : 1927, 1952, 1969, 1974
  - Finaliste : 1960, 1993

- Coupe de la Ligue d'Irlande du Nord (1)
  - Vainqueur : 1995
  - Finaliste : 1991, 2016

### Bilan européen
Note : dans les résultats ci-dessous, le score du club est toujours donné en premier.
| Saison    | Compétition               | Tour                | Club                    | Domicile | Extérieur | Total     |
| --------- | ------------------------- | ------------------- | ----------------------- | -------- | --------- | --------- |
| 1958-1959 | Coupe des clubs champions | Tour préliminaire   | Stade de Reims          | 1 - 4    | 2 - 6     | 3 - 10    |
| 1969-1970 | Coupe des coupes          | Seizièmes de finale | AS Rome                 | 0 - 0    | 1 - 3     | 2 - 3     |
| 1973-1974 | Coupe UEFA                | Premier tour        | Standard de Liège       | 3 - 2    | 1 - 6     | 4 - 8     |
| 1974-1975 | Coupe des coupes          | Seizièmes de finale | PSV Eindhoven           | 1 - 4    | 0 - 10    | 1 - 14    |
| 1997      | Coupe Intertoto           | Groupe 3            | Royal Antwerp           | 0 - 1    | N/A       | Cinquième |
| 1997      | Coupe Intertoto           | Groupe 3            | Nea Salamina Famagouste | N/A      | 1 - 4     | Cinquième |
| 1997      | Coupe Intertoto           | Groupe 3            | AJ Auxerre              | 0 - 3    | N/A       | Cinquième |
| 1997      | Coupe Intertoto           | Groupe 3            | FC Lausanne-Sports      | N/A      | 0 - 6     | Cinquième |

Légende
- Victoire ou qualification pour le tour suivant
- Match nul
- Défaite ou élimination de la compétition

## Anciens joueurs
- Alan Fettis

## Identité visuelle

Ancien logo.
Logo actuel.